# Fußballer des Jahres (Österreich)
Die Ehrung Fußballer des Jahres wird und wurde in Österreich von mehreren Seiten vergeben:
| Wahl durch die Fans         |           |                             |
| Sportfunk-Fußballerwahl     | 1946–1955 | Zeitschrift Sportfunk       |
| Krone-Fußballerwahl         | seit 1967 | Tageszeitung Kronen Zeitung |
| Wahl durch die Spieler      |           |                             |
| VdF-Fußballerwahl – „Bruno“ | seit 1997 | Vereinigung der Fußballer   |
| Wahl durch die Trainer      |           |                             |
| APA-Fußballerwahl           | seit 1984 | Austria Presse Agentur      |